# 李德广
李德广（？—？），名充，字德广，以字行，陇西郡狄道县（今甘肃省定西市临洮县）人，出自陇西李氏姑臧房，北魏抚军将军、秦州刺史李彦的儿子，北魏官员。

## 生平
李德广成年后担任国子博士，大将军萧宝寅西征莫折大提，李德广担任行台郎，募集士兵跟随征讨，战斗取胜后，李德广亲手杀死了杀父仇人，吃了他的肝和肺。李德广察觉萧宝寅有背叛之心，独自脱身返回洛阳，朝廷给李德广加封爵位，他推辞不接受。萧宝寅与万俟丑奴一起谋反后，大行台尔朱天光受命讨伐他们，聘请李德广为从事中郎，尔朱天光采用李德广的计谋，安定了秦州和陇州，李德广因为功劳被授予中散大夫。李德广痛惜父亲死于非命，终身不喝酒不吃肉，李德广的妹夫卢元明赞叹器重他。

## 家族

### 父母
- 李彦，北魏抚军将军、秦州刺史
- 崔氏[3]

### 兄弟姐妹
- 李燮，北魏著作佐郎、司徒祭酒、主簿
- 李德显，北魏太尉行参军、散骑侍郎
- 李德明，北魏秘书郎、高阳郡太守
- 李氏，嫁东魏黄门郎、幽州大中正、城阳县子卢元明
- 李氏，嫁北魏右军将军、黄门郎王遵业